# Cochlearia venusta
Cochlearia venusta là một loài thực vật có hoa trong họ Cải. Loài này được Schischk. mô tả khoa học đầu tiên năm 1928.